# New World Computing
New World Computing, Inc. était une société américaine de développement et d'édition de jeux vidéo, fondée en 1984 par Jon Van Caneghem et Mark Caldwell. La société était plus connue pour son travail sur la série Might and Magic et ses spin-offs, plus spécialement Heroes of Might and Magic. La compagnie fut achetée par The 3DO Company en 1996. En 2003, avec la faillite de 3DO, New World Computing disparut aussi. Ubisoft acheta les droits sur la série Might and Magic en 2003.

## Might and Magic
New World Computing est fondé en 1984 par Jon Van Caneghem, Michaela et Mark Caldwell afin d’éditer Might and Magic: The Secret of the Inner Sanctum, conçu et programmé par Jon,. Le jeu est publié en 1986 sur Apple II avant d’être porté sur Commodore 64, Mac OS et MS-DOS un an plus tard,. Le jeu est bien accueilli par les critiques de l’époque qui le compare positivement avec les jeux vidéo de rôle contemporain, ce qui permet à ses développeurs d’en publier une suite, Might and Magic II: Gates to Another World, en 1988 sur Apple II et MS-DOS.
En 1992, New World Computing publia son premier jeu exclusivement sur PC, Might and Magic III : les Îles de Terra. Avec Might and Magic IV : les Nuages de Xeen et Might and Magic V : la Face cachée de Xeen, sortis sur PC respectivement en 1992 et 1993, New World Computing réalisa quelque chose qui était (et resta à ce jour) inédit : si un joueur avait installé les deux jeux sur le même disque dur, il pouvait se déplacer dans les deux mondes à la fois, et pouvait en fait avoir accès à des parties du monde qui n'étaient pas disponibles si l'on jouait séparément à chaque jeu. Une série précédente, Alternate Reality, avait tenté de faire ceci quelques années auparavant, mais le concept avait échoué en partie à cause du format disquette des systèmes de l'époque.
En 1996, New World Computing est racheté par The 3DO Company qui continue de publier de nouveaux Might and Magic jusqu'en 2002 et en 2003, la franchise est rachetée par Ubisoft.
Après une pause de cinq ans, New World revint à la série des Might and Magic avec Might and Magic VI : le Mandat céleste, leur premier RPG avec des graphismes 3D. Might and Magic VII : Pour le sang et l'honneur, Might and Magic VIII : le Jour du destructeur et Might and Magic IX: Writ of Fate suivirent entre 1999 et 2002.

## Heroes of Might and Magic
En 1995, 1996, et 1999, New World sortit Heroes of Might and Magic: A Strategic Quest, Heroes of Might and Magic II, et Heroes of Might and Magic III. Le quatrième jeu suivit en 2002. New World développa aussi une version PlayStation 2, qui était un remake 3D d'un de leurs anciens jeux, King's Bounty.

## Autres jeux
En 1989, New World Computing développa le jeu satirique Nuclear War, basé sur le jeu de cartes du même nom de Flying Buffalo. Même si ce jeu ne rencontra pas un grand succès commercial, il était notable en tant que différant d'autres RPG. En 1990, la compagnie sortit King's Bounty sur Apple II et le jeu fut adapté plus tard sur Megadrive. Ce jeu est notable en tant que précurseur de la série des Heroes of Might and Magic.

## Jeux publiés
| Titre                                                      | Année | Développeur | Editeur |
| ---------------------------------------------------------- | ----- | ----------- | ------- |
| Might and Magic: The Secret of the Inner Sanctum           | 1986  | Oui         | Oui     |
| Might and Magic II: Gates to Another World                 | 1988  | Oui         | Oui     |
| Nuclear War                                                | 1989  | Oui         | Non     |
| King's Bounty                                              | 1990  | Oui         | Oui     |
| Tunnels & Trolls: Crusaders of Khazan                      | 1990  | Oui         | Oui     |
| The Faery Tale Adventure                                   | 1991  | Porteur     | Non     |
| Joe and Mac: Caveman Ninja                                 | 1991  | Porteur     | Non     |
| Might and Magic III : les Îles de Terra                    | 1991  | Oui         | Oui     |
| Planet's Edge                                              | 1991  | Oui         | Oui     |
| Might and Magic IV : les Nuages de Xeen                    | 1992  | Oui         | Oui     |
| Spaceward Ho!                                              | 1992  | Non         | Oui     |
| Empire Deluxe                                              | 1993  | Non         | Oui     |
| Empire Deluxe Scenarios                                    | 1993  | Non         | Oui     |
| Might and Magic V : la Face cachée de Xeen                 | 1993  | Oui         | Oui     |
| Hammer of the Gods                                         | 1994  | Non         | Oui     |
| Inherit the Earth                                          | 1994  | Non         | Oui     |
| Iron Cross                                                 | 1994  | Oui         | Oui     |
| Might and Magic: World of Xeen (édition spéciale)          | 1994  | Oui         | Oui     |
| Zephyr                                                     | 1994  | Oui         | Oui     |
| Anvil of Dawn                                              | 1995  | Non         | Oui     |
| Heroes of Might and Magic: A Strategic Quest               | 1995  | Oui         | Oui     |
| Multimedia Celebrity Poker                                 | 1995  | Oui         | Oui     |
| Swords of Xeen                                             | 1995  | Non         | Oui     |
| Wetlands                                                   | 1995  | Non         | Oui     |
| Mind Games                                                 | 1995  | Non         | Oui     |
| Chaos Overlords                                            | 1996  | Non         | Oui     |
| Empire II: The Art of War                                  | 1996  | Non         | Oui     |
| Heroes of Might and Magic II: The Succession Wars          | 1996  | Oui         | Oui     |
| Spaceward Ho! IV                                           | 1996  | Non         | Oui     |
| Wages of War                                               | 1996  | Non         | Oui     |
| Heroes of Might and Magic II: The Price of Loyalty         | 1997  | Non         | Oui     |
| Might and Magic VI : le Mandat céleste                     | 1998  | Oui         | 3DO     |
| Arcomage                                                   | 1999  | Oui         | 3DO     |
| Heroes of Might and Magic III                              | 1999  | Oui         | 3DO     |
| Heroes of Might and Magic III: Armageddon's Blade          | 1999  | Oui         | 3DO     |
| Might and Magic VII : Pour le sang et l'honneur            | 1999  | Oui         | 3DO     |
| Heroes Chronicles: Clash of the Dragons                    | 2000  | Oui         | 3DO     |
| Heroes Chronicles: Conquest of the Underworld              | 2000  | Oui         | 3DO     |
| Heroes Chronicles: Masters of the Elements                 | 2000  | Oui         | 3DO     |
| Heroes Chronicles: Warlords of the Wastelands              | 2000  | Oui         | 3DO     |
| Heroes of Might and Magic III: The Shadow of Death         | 2000  | Oui         | 3DO     |
| Might and Magic VIII : le Jour du destructeur              | 2000  | Oui         | 3DO     |
| Heroes Chronicles: The Final Chapters                      | 2001  | Oui         | 3DO     |
| Heroes of Might and Magic: Quest for the Dragon Bone Staff | 2001  | Oui         | 3DO     |
| Legends of Might and Magic                                 | 2001  | Oui         | 3DO     |
| Heroes of Might and Magic IV                               | 2002  | Oui         | 3DO     |
| Heroes of Might and Magic IV: The Gathering Storm          | 2002  | Oui         | 3DO     |
| Might and Magic IX                                         | 2002  | Oui         | 3DO     |
| Heroes of Might and Magic IV: Winds of War                 | 2003  | Oui         | 3DO     |